# Grand Prix Frontières
Grand Prix Frontières, oficj. Grand Prix des Frontières – wyścig samochodowy rozgrywany w latach 1929-1972 (z wyłączeniem II wojny światowej i 1964 roku).
Wyścig odbywał się na torze Chimay Street Circuit w Chimay, w Belgii.

## Zwycięzcy
| Rok        | Kierowca            | Samochód           | Seria              | Wyniki         |
| ---------- | ------------------- | ------------------ | ------------------ | -------------- |
| 1972       | David Purley        | Ensign LNF3-Ford   | Formuła 3          | Wyniki         |
| 1971       | David Purley        | Brabham BT28-Ford  | Formuła 3          | Wyniki         |
| 1970       | David Purley        | Brabham BT28-Ford  | Formuła 3          | Wyniki         |
| 1969       | Jean Blanc          | Tecno 69-Ford      | Formuła 3          | Wyniki         |
| 1968       | Peter Westbury      | Brabham BT21B-Ford | Formuła 3          | Wyniki         |
| 1967       | Peter Westbury      | Brabham BT21-Ford  | Formuła 3          | Wyniki         |
| 1966       | Martin Davies       | Brabham BT10-Ford  | Formuła 3          | Wyniki         |
| 1965       | John Cardwell       | Brabham BT15-Ford  | Formuła 3          | Wyniki         |
| 1964       | Nie rozgrywano      | Nie rozgrywano     | Nie rozgrywano     | Nie rozgrywano |
| 1963       | Jacques Maglia      | Lotus 22-Ford      | Formuła Junior     | Wyniki         |
| 1962       | José Rosinski       | Cooper T59-Ford    | Formuła Junior     | Wyniki         |
| 1961       | John Love           | Cooper T56-BMC     | Formuła Junior     | Wyniki         |
| 1960       | Jack Lewis          | Cooper T45-Climax  | Formuła 2          | Wyniki         |
| 1959       | Mike Taylor         | Lotus 15-Climax    | Samochody sportowe | Wyniki         |
| 1958       | Brian Naylor        | JBW-Maserati       | Samochody sportowe | Wyniki         |
| 1957       | Franco Bordoni      | Maserati 200SI     | Samochody sportowe | Wyniki         |
| 1956       | Benoit Musy         | Maserati 300S      | Samochody sportowe | Wyniki         |
| 1955       | Benoit Musy         | Maserati A6GCS     | Samochody sportowe | Wyniki         |
| 1954       | Prince Bira         | Maserati 250F      | Formuła 1          | Wyniki         |
| 1953       | Maurice Trintignant | Simca-Gordini T16  | Formuła 2          | Wyniki         |
| 1952       | Paul Frère          | HWM-Alta           | Formuła 2          | Wyniki         |
| 1951       | Johnny Claes        | Simca-Gordini T11  | Formuła 2          | Wyniki         |
| 1950       | Johnny Claes        | HWM-Alta           | Formuła 2          | Wyniki         |
| 1949       | Emile Cornet        | Veritas RS-BMW     | Formuła 2          | Wyniki         |
| 1949       | Guy Mairesse        | Talbot-Lago T26C   | Formuła 1          | Wyniki         |
| 1948       | Guy Mairesse        | Delahaye 135       | Formuła Libre      | Wyniki         |
| 1947       | Prince Bira         | Maserati 4CL       | Formuła Libre      | Wyniki         |
| 1946       | Leslie Brooke       | ERA B              | Formuła Libre      | Wyniki         |
| 1940– 1945 | Nie rozgrywano      | Nie rozgrywano     | Nie rozgrywano     | Nie rozgrywano |
| 1939       | Maurice Trintignant | Bugatti Type 51    | Grand Prix         | Wyniki         |
| 1938       | Maurice Trintignant | Bugatti Type 51    | Formuła Libre      | Wyniki         |
| 1937       | Hans Rüesch         | Alfa Romeo 8C-35   | Formuła Libre      | Wyniki         |
| 1936       | Eddie Hertzberger   | MG Magnette K3     | Samochody sportowe | Wyniki         |
| 1935       | Rudolf Steinweg     | Bugatti Type 51A   | Grand Prix         | Wyniki         |
| 1934       | Willy Longueville   | Bugatti Type 35B   | Voiturette         | Wyniki         |
| 1933       | Arthur Legat        | Bugatti Type 37A   | Voiturette         | Wyniki         |
| 1932       | Arthur Legat        | Bugatti Type 37A   | Voiturette         | Wyniki         |
| 1931       | Arthur Legat        | Bugatti Type 37A   | Formuła Libre      | Wyniki         |
| 1930       | Georges de Marotte  | Salmson GP         | Grand Prix         | Wyniki         |
| 1929       | Goffredo Zehender   | Alfa Romeo 6C 1750 | Formuła Libre      | Wyniki         |